# Rață sunătoare islandeză
Rața sunătoare islandeză (Bucephala islandica) este o rață de mare de mărime medie din genul Bucephala. Numele genului este derivat din greaca veche boukephalos, „cu cap de taur”, de la bous, „taur” și kephale, „cap”, o referire la forma capului. Numele speciei islandica înseamnă Islanda.

## Galerie

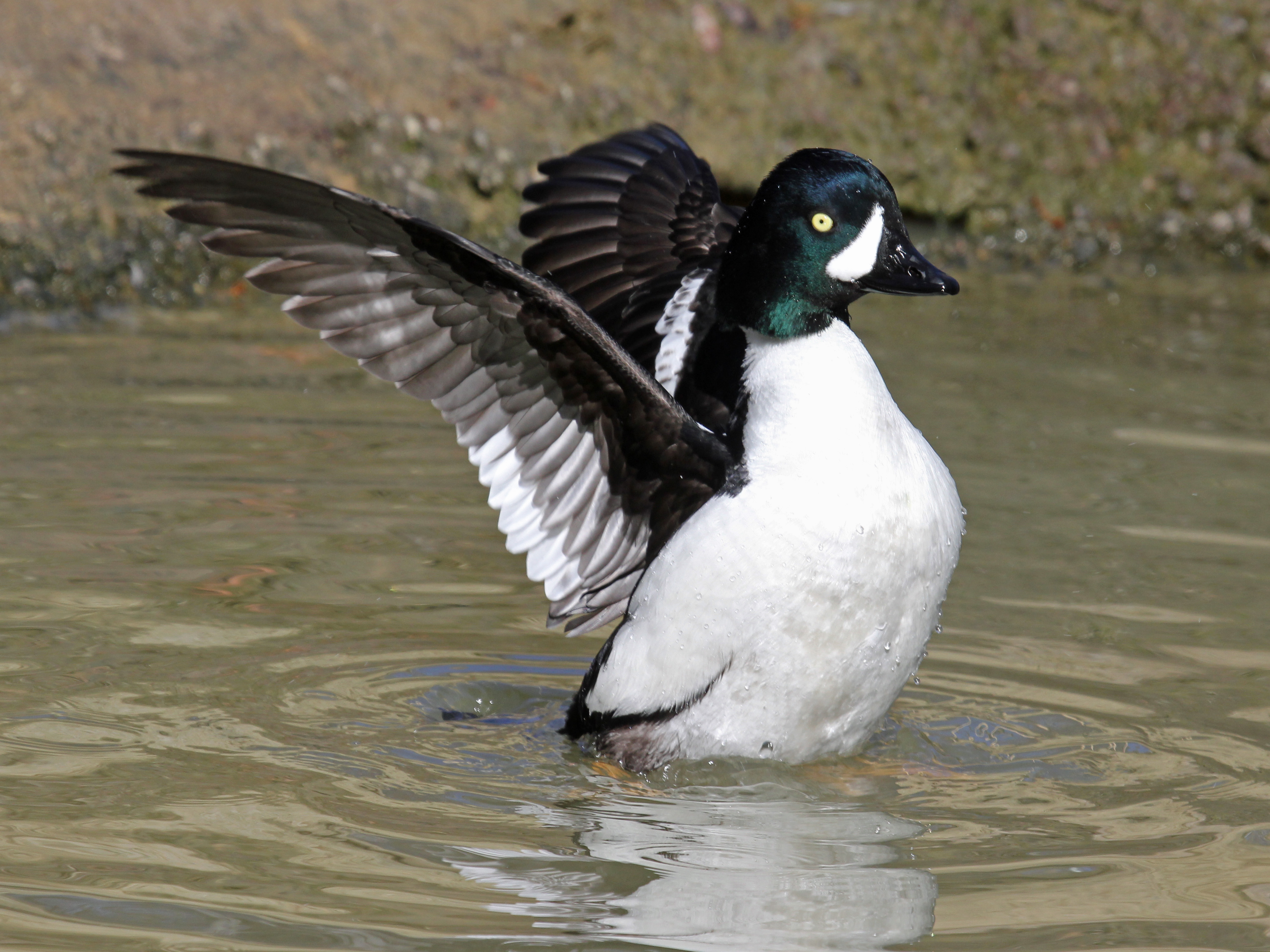
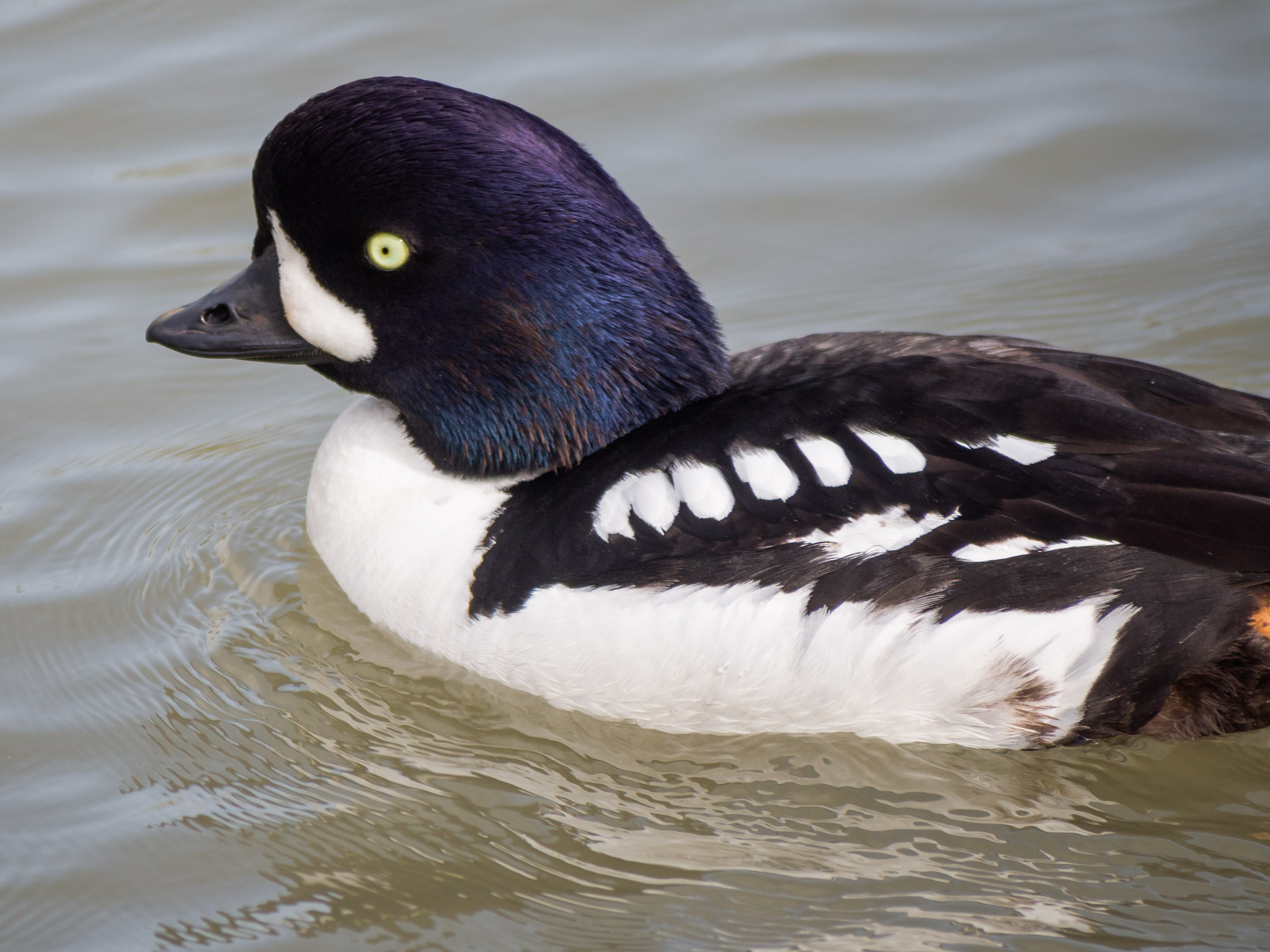
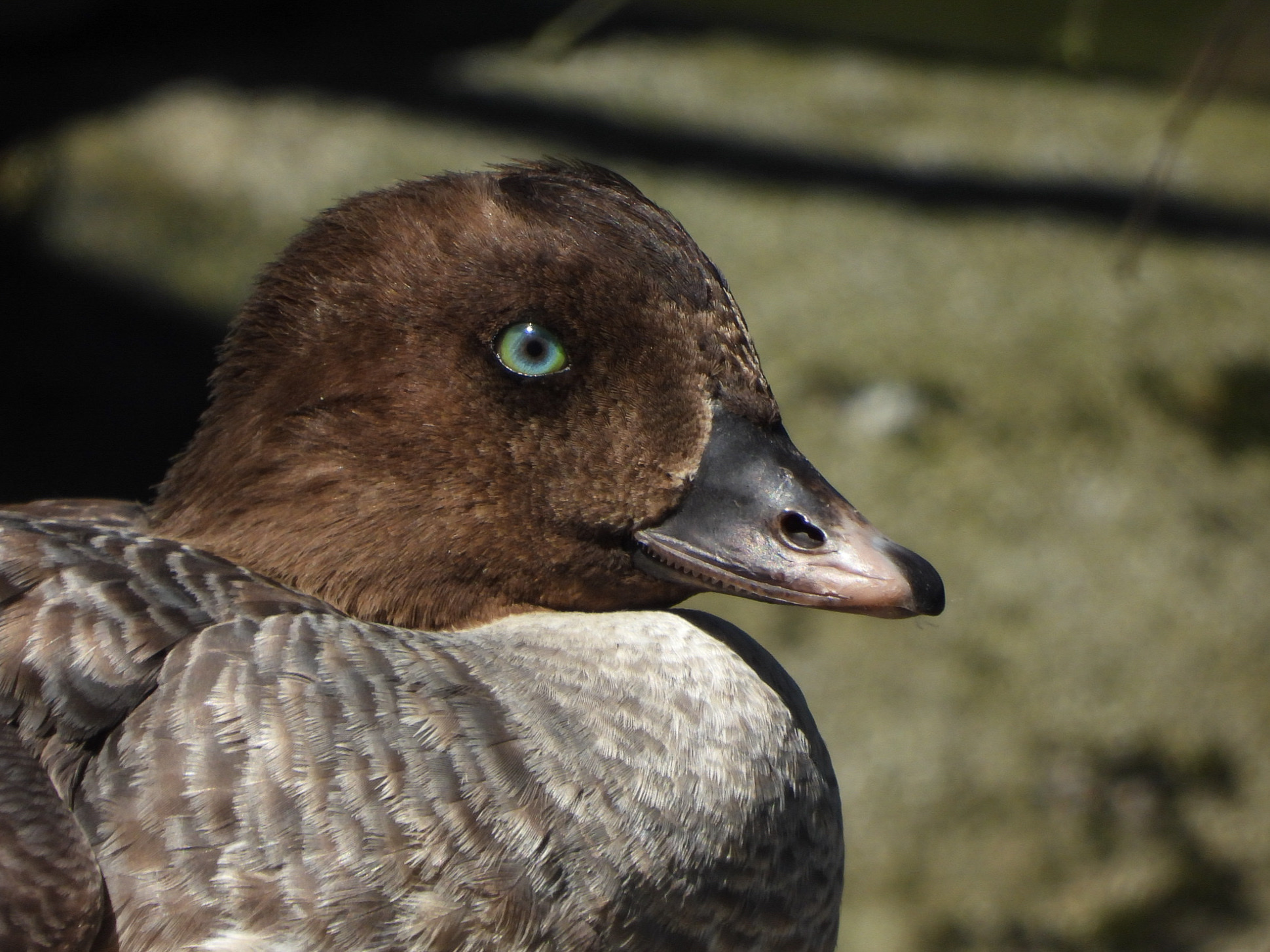

## Taxonomie
Rața sunătoare islandeză a fost descrisă oficial în 1789 de naturalistul german Johann Friedrich Gmelin în ediția revizuită și extinsă a Systema Naturae a lui Carl Linnaeus. El l-a plasat alături de rațele, gâștele și lebedele din genul Anas și a inventat numele binomial Anas islandica. Gmelin și-a bazat descrierea pe "Hravn Oend" care fusese descris pe scurt în 1776 de naturalistul danez Otto Friedrich Müller. Rața sunătoare islandeză este acum plasată alături de rața sunătoare și rața sunătoare americană în genul Bucephala care a fost introdus în 1858 de naturalistul american Spencer Baird. Numele genului este derivat din greaca veche boukephalos, „cu cap de taur”, de la bous, „taur” și kephale, „cap”, o referire la forma capului. Epitetul specific islandica înseamnă din Islanda. Specia este monotipică: nu sunt recunoscute subspecii.